# Liste der Militärstandorte im Eichsfeld
Diese Liste der Militärstandorte im Eichsfeld verzeichnet die von Militär, Polizei und anderen bewaffneten Organen genutzten Kasernen und Objekte im Eichsfeld.

## Hintergrund
Das Eichsfeld lag in kurmainzer und später in preußischer Zeit auf Grund seiner Randlage abseits größerer militärischer Standorte und Einrichtungen. Lediglich Berghöhen, aber auch einige Niederungen boten sich im Mittelalter für die Errichtung von Burganlagen an. Weiterhin wiesen die Städte Duderstadt, Heiligenstadt und Worbis mit ihren Stadtmauern und Wallanlagen Verteidigungscharakter auf.
Anfang des 20. Jahrhunderts gerieten die Höhenlagen des oberen Eichsfeldes westlich von Dingelstädt in den Fokus der preußischen Militärplaner. Hier sollte ein großer Truppenübungsplatz bzw. Manövergelände für das XI. Armeekorp entstehen. Davon wären große Teile der Gemarkungen der Dörfer Flinsberg, Heuthen, Kefferhausen, Kreuzebra und Wachstedt betroffen gewesen, auch wäre die Umsiedlung einiger Orte notwendig geworden. Nach Bekanntwerden der Pläne formierte sich Widerstand und die Planungen wurden schließlich aufgegeben. Dafür wurde das bereits bestehende Manövergelände der Thüringischen Staaten bei Ohrdruf weiter ausgebaut.

## Geschichte

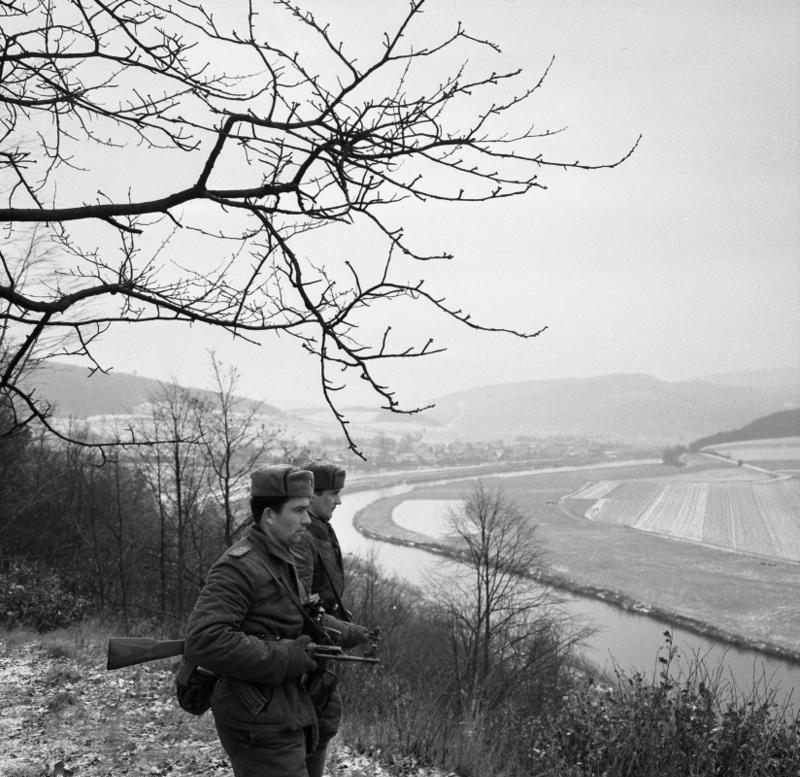
Zwei Grenzsoldaten der DDR bei Lindewerra

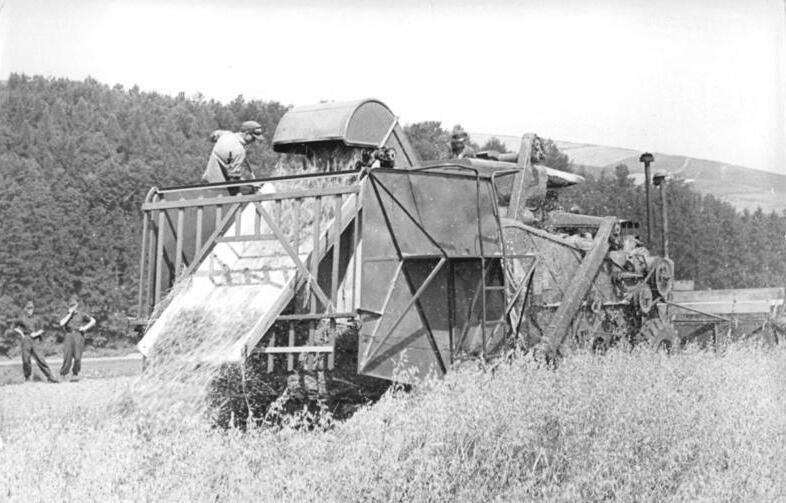
Bundesgrenzschutzpolizisten an der noch ungesicherten Grenze bei Zwinge

In das militärische Interesse kam das Eichsfeld erst wieder nach dem Zweiten Weltkrieg mit Errichtung der Besatzungszonen und kurzfristige Einquartierungen durch alliierte Militäreinheiten. Durch die Grenzlage des Eichsfeldes verliefen hier ab Sommer 1945 die Zonengrenzen zwischen der Sowjetischen Besatzungszone  und dem Besatzungsgebiet der Westalliierten  in Deutschland. Am Dreiländereck bei Hohengandern trafen die sowjetische, amerikanische und britische Besatzungszone aufeinander. Der Grenzverlauf wurde zunächst von Besatzungstruppen überwacht, nach 1946 auch schrittweise durch deutsche paramilitärischen Polizeieinheiten. In der sowjetischen Besatzungszone war es die Grenzpolizei, ab 1952 die Deutsche Grenzpolizei. Diese waren zunächst in provisorischen Unterkünften in Grenznähe untergebracht.
Mit dem Aufbau des Grenzregimes ab 1952 mit Errichtung des Sperrgebietes und dem Ausbau der Grenzanlagen entstanden zahlreiche neue Objekte und Kasernen entlang der Innerdeutschen Grenze, zunächst als einfache Barackenlager, später dann feste Kasernenstandorte. Die Objekte der Grenzkasernen waren neben der Truppenunterkunft meist zusätzlich mit Kfz-Garagen, Munitionslager und einer Hundezwingeranlage ausgestattet. Heiligenstadt wurde Sitz des Grenzregimentes 4 der Grenztruppen der DDR. Die einzelnen Grenzkompanien waren für die Überwachung eines bestimmten Grenzabschnittes zuständig. Zu den unmittelbaren Grenzanlagen gehörten zahlreiche Beobachtungstürme, darunter meist eine Führungsstelle je Kompanie (siehe: Grenzturm Katharinenberg).
Die grenznahen Höhenlagen des Eichsfeldes wurden während des Kalten Krieges auch zur Überwachung des Luftraumes und des Funkverkehrs in der Bundesrepublik Deutschland durch ostdeutsches und sowjetisches Militär, sowie des Ministeriums für Staatssicherheit genutzt. Mit der Deutschen Wiedervereinigung verschwanden mit den Grenzanlagen auch die militärischen Objekte der Grenztruppen und der anderen Einheiten.
Auf bundesdeutschen Gebiet wurde der Grenzaufsichtsdienst der Zollverwaltung mit der Beobachtung der Grenze beauftragt. Dafür wurden Zollkommissariate (in Duderstadt) und Grenzaufsichtsstellen (unter anderem in Nesselröden) eingerichtet. 1956 wurde Duderstadt Standort einer Hundertschaft des Bundesgrenzschutzes und ab 1967 einer Abteilung des Grenzschutzkommandos Hannover (GSA III/5).

## Liste
Die Liste enthält eine Aufzählung von Standorten nach Ortschaften alphabetisch geordnet. Die Objekte befanden sich meist am Ortsrand, seltener im oder weit außerhalb der Orte. Eine genaue zeitliche Einordnung, in den diese Einrichtungen militärisch bestanden und genutzt wurden, ist nicht immer möglich.
Legende für an der Innerdeutschen Grenze eingesetzte militärische, polizeiliche und zollrechtliche Einheiten:
- Deutsche Grenzpolizei (bis 1961) = DGP
- Grenztruppen der NVA (bis 1971) = GT
- Grenztruppen der DDR (bis 1990) = GT
- Nationale Volksarmee der DDR = NVA
- Gruppe der Sowjetischen Streitkräfte in Deutschland = GSSD
- Ministerium für Staatssicherheit der DDR = MfS
- Zollverwaltung der DDR = ZVW
- Bundesgrenzschutz (ab 1951) = BGS
- Grenzaufsichtsdienst des Zolls (ab 1949) = GAD

| Standort Lage                       | Kreis der DDR Landkreis der BRD            | Objekt                            | Militärische Einheit                            | Standort seit | Standort bis | Bemerkungen                                                                        | Bild |
| ----------------------------------- | ------------------------------------------ | --------------------------------- | ----------------------------------------------- | ------------- | ------------ | ---------------------------------------------------------------------------------- | ---- |
| Arenshausen                         | Heiligenstadt                              | Grenzkaserne                      | GT                                              | 1961          | 1964         |                                                                                    |      |
| Bischhagen                          | Heiligenstadt                              | Grenzkaserne                      | DGP, GT                                         | 1958          | 1971         | abgerissen                                                                         |      |
| Bornhagen                           | Heiligenstadt                              | Grenzkaserne                      | GT                                              | 1962          | 1971         | heutige Nutzung: Wohnungen                                                         |      |
| Döringsdorf                         | Heiligenstadt                              | Grenzkaserne, Reserve             | DGP, GT                                         | 1952          | 1963         | Umzug nach Hildebrandshausen, abgerissen                                           |      |
| Duderstadt Euzenberg                | Duderstadt ab 1973 Göttingen               | Kaserne                           | BGS                                             | 1956          | heute        | heutige Nutzung: Bundespolizei                                                     |      |
| Duderstadt                          | Duderstadt ab 1973 Göttingen               | Zollkommissariat                  | GAD                                             |               |              |                                                                                    |      |
| Freienhagen                         | Heiligenstadt                              | Kaserne                           | DGP, GT                                         | 1958          | 1990         | zunächst Grenzbaracke später Massivbau                                             |      |
| Ecklingerode                        | Worbis                                     | Grenzkaserne                      | GT                                              |               | 1990         | heutige Nutzung: unbekannt                                                         |      |
| Geismar                             | Heiligenstadt                              | Grenzkaserne, Reserveobjekt       | DGP/GT                                          | 1952/61       | 1978/89      |                                                                                    |      |
| Gerode                              | Heiligenstadt                              | Grenzkaserne                      | GT                                              | 1962          | 1967         | ehemaliges Kloster Gerode                                                          |      |
| Großtöpfer                          | Heiligenstadt                              | Grenzbaracke                      | DGP/GT                                          | 1952          | 1971         | abgerissen                                                                         |      |
| Günterode                           | Heiligenstadt                              | Grenzkaserne                      | DGP/GT                                          | 1952          | 1990         | zunächst Baracken später Massivbau heutige Nutzung: privat                         |      |
| Heilbad Heiligenstadt Richteberg    | Heiligenstadt                              | Regimentskasernen                 | GT                                              |               | 1990         | z. T. umgebaut für Feuerwehr, Wohnungen                                            |      |
| Heilbad Heiligenstadt Iberg         | Heiligenstadt                              | Regimentsstab                     | GT                                              | 1961          | 1990         | heutige Nutzung: Schule, ?                                                         |      |
| Heilbad Heiligenstadt Pferdebachtal | Heiligenstadt                              | Med-Punkt                         | GT                                              | 1967          | 1989         | heutige Nutzung: Technisches Hilfswerk                                             |      |
| Heilbad Heiligenstadt               | Heiligenstadt                              | Wehrkreiskommando                 | NVA                                             |               |              | heutige Nutzung: privat                                                            |      |
| Heilbad Heiligenstadt               | Heiligenstadt                              | Kreisdienststelle                 | MfS                                             |               | 1990         | Heutige Nutzung: Amt des Landkreises Heiligenstadt                                 |      |
| Heyerode                            | Mühlhausen                                 | Grenzkaserne, -bataillon          | GT                                              | 1961          | 1966         |                                                                                    |      |
| Hildebrandshausen                   | Mühlhausen                                 | Grenzkaserne                      | GT                                              | 1976          | 1990         | heutige Nutzung: unbekannt                                                         |      |
| Hohengandern                        | Heiligenstadt                              | Grenzkaserne                      | GT                                              | 1964          | 1990         |                                                                                    |      |
| Jützenbach                          | Worbis                                     | Grenzkaserne                      | GT                                              | 1981          | 1990         | heutige Nutzung: privat                                                            |      |
| Kaltohmfeld Birkenberg              | Worbis                                     | Kaserne                           | GSSD                                            |               |              | Radarüberwachung komplett zurückgebaut                                             |      |
| Kreuzebra                           | Worbis                                     | Kaserne (FuTK-514)                | NVA                                             |               |              | Radarüberwachung, Hubschrauberlandeplatz heutige Nutzung: Flugplatz für Gyrocopter |      |
| Mengelrode                          | Heiligenstadt                              | Grenzkaserne                      | GT                                              | 1964          | 1990         | abgerissen                                                                         |      |
| Neuendorf                           | Worbis                                     | Grenzkaserne                      | DGP/GT                                          | 1952          | 1971         | abgerissen                                                                         |      |
| Pfaffschwende                       | Heiligenstadt                              | Grenzkaserne                      | GT                                              | 1966          | 1990         | heutige Nutzung: unbekannt                                                         |      |
| Rustenfelde                         | Heiligenstadt                              | Grenzkaserne                      | DGP/GT                                          | 1958          | 1990         | heutige Nutzung: Schule                                                            |      |
| Silkerode                           | Worbis                                     | Grenzkaserne                      | GT                                              | 1971          | 1990         | heutige Nutzung: unbekannt                                                         |      |
| Teistungen                          | Worbis                                     | Grenzkaserne                      | DGP/GT                                          | 1951          | 1990         | abgerissen                                                                         |      |
| Teistungen                          | Worbis                                     | Grenzübergangsstelle              | MfS (als Grenztruppenangehörige getarnt) ZVW GT | 1973          | 1990         | heutige Nutzung: Grenzlandmuseum                                                   |      |
| Volkerode                           | Heiligenstadt                              | Grenzkaserne                      | GT                                              |               | 1966         | heutige Nutzung: unbekannt                                                         |      |
| Wachstedt                           | Worbis                                     | Kaserne (Funktechnische Kompanie) | GSSD                                            |               |              | abgerissen heutige Nutzung: Solarpark                                              |      |
| Wendehausen                         | Mühlhausen                                 | Grenzkaserne                      | DGP                                             | 1952          | 1960         |                                                                                    |      |
| Wahlhausen                          | Heiligenstadt                              | Grenzkaserne                      | GT                                              | 1958          | 1990         | heutige Nutzung: Pflegeheim                                                        |      |
| Weidenbach                          | Heiligenstadt                              | Grenzkaserne                      | GT                                              |               | 1990         | heutige Nutzung: Wohnungen                                                         |      |
| Weilrode                            | Worbis                                     | Grenzkaserne                      | GT                                              | 1971          | 1990         |                                                                                    |      |
| Weißenborn-Lüderode                 | Worbis                                     | Grenzkaserne                      | GT                                              |               | 1971         | danach noch Reserveobjekt                                                          |      |
| Wendehausen                         | Mühlhausen                                 | Grenzbaracke                      | DGP/GT                                          | 1952          | 1967         | heutige Nutzung: privat                                                            |      |
| Werleshausen                        | Witzenhausen (ab 19.. Werra-Meißner-Kreis) | Grenzaufsichtsstelle              | GAD                                             |               |              |                                                                                    |      |
| Worbis                              | Worbis                                     | Wehrkreiskommando                 | NVA                                             |               |              |                                                                                    |      |
| Worbis                              | Worbis                                     | Kreisdienststelle                 | MfS                                             |               | 1990         |                                                                                    |      |
| Wüstheuterode                       | Heiligenstadt                              | Grenzkaserne, Ausbildungsobjekt   | DGP/GT                                          | 1954          | 1980         |                                                                                    |      |

## Sonstige Anlagen und Einrichtungen

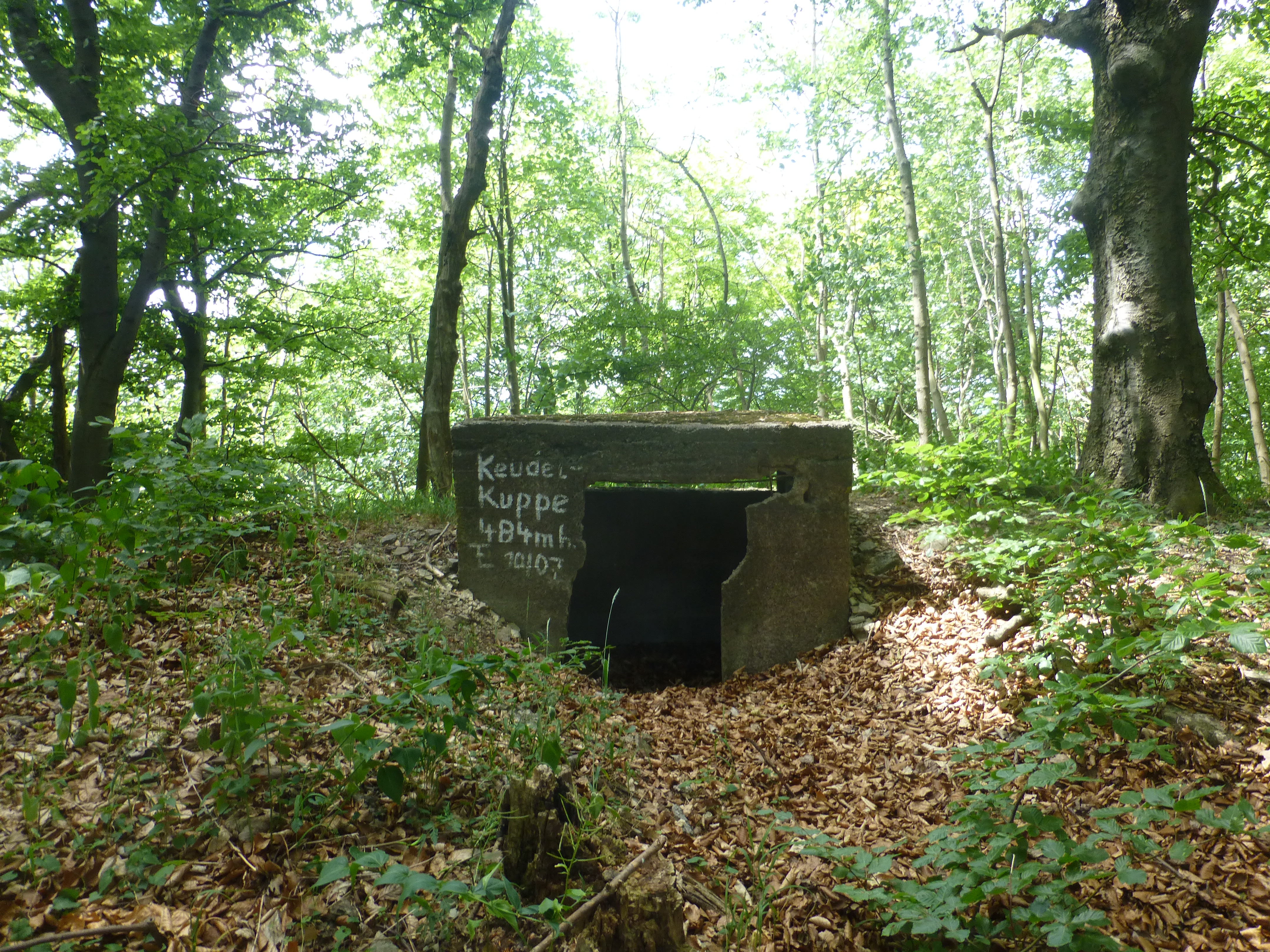
Bunkeranlage der sowjetischen Truppen auf der Keudelskuppe

Mit der Übergabe der Grenzüberwachung von dem sowjetischen Truppen an die Grenzpolizei bzw. Grenztruppen der DDR zogen sich die sowjetischen Militärs aber nicht komplett von der Grenze zurück, sondern errichten hinter der Grenzlinie auf erhöhten Positionen in bestimmten Abständen Beobachtungsposten. Sie dienten der Beobachtung des bundesdeutschen Grenzgebietes. Diese Beobachtungsposten waren überwiegend einfache Erdbunker, mit Laufgräben und meist auch nur Zeltunterkünften für die Soldaten, sie waren nicht ganzjährig besetzt, sondern nur zu bestimmten Anlässen oder Zeiträumen.
Das Ministerium für Staatssicherheit der DDR war mit mobilen Funküberwachungsstationen sowie einigen kleinen festen Standorten ebenfalls auf grenznahen Anhöhen im Eichsfeld vertreten.

## Militärobjekte außerhalb des Eichsfeldes

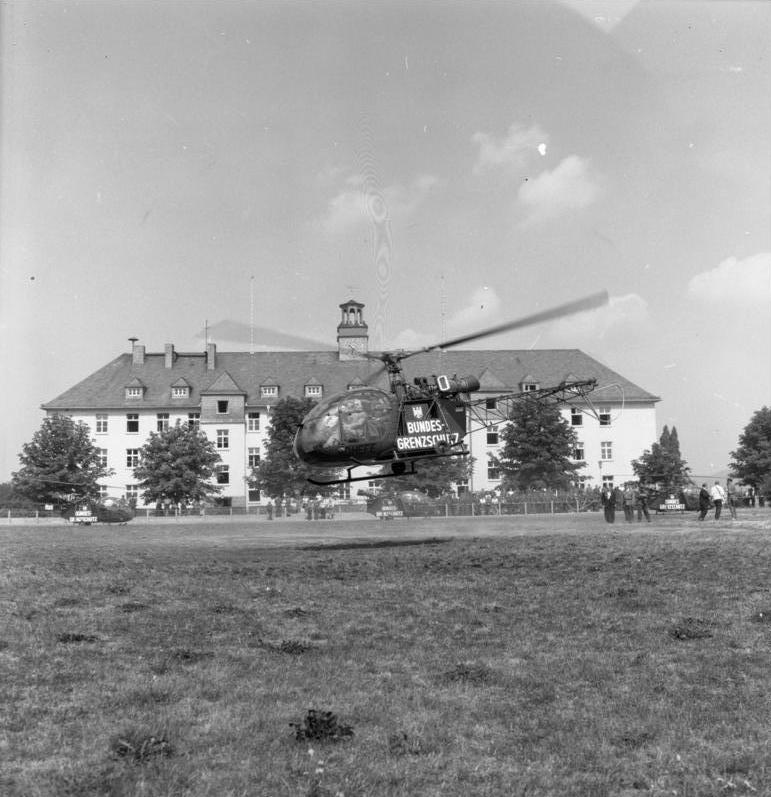
Der Bundesgrenzschutz in Eschwege

Weitere Militärstandorte in Grenznähe unweit des Eichsfeldes waren:
- Kaserne des BGS (1953–1997) bzw. Bundespolizei (bis heute) in Eschwege
- Beobachtungsposten der amerikanischen Streitkräfte am Dreiländereck (1970– )
- Grenzregiment 1 der Grenztruppen der DDR in Mühlhausen (bis 1990)
- Funktechnische Aufklärung der GSSD bei Eigenrieden (1981/83–1991)